# ليكس لوثر
أليكساندر جوزيف «ليكس» لوثر (بالإنجليزية: Alexander Joseph "Lex" Luthor) شخصية خيالية شريرة تظهر في القصص المصورة المنشورة بواسطة شركة دي سي كومكس. هو العدو الرئيسي لسوبرمان. أُلف بواسطة جيري سيغيل وجو شوستر، ظهر لأول مرة في أكشن كومكس #23 (أبريل 1940). وصف لوثر بالعالم الخطير الذي لديه ذكاء عالي وقدرة عقلية لا تصدق.

## السيرة الذاتية للشخصية
ابتكر دومزداي

## القدرات والمعدات
رجال اليون مسلحون باحجار الكريبتونايت التي تدمر سوبرمان وتجرده من قوته